# Октамасад
Октамасад (Octamasadas) e скитски цар 446 пр.н.е.
Син на цар Ариапит и брат на Скил и Орик.
Роднина е на тракийския цар Ситалк на Одриското царство.